# Matwei Iwanowitsch Afonin
Matwei Iwanowitsch Afonin (russisch Матвей Иванович Афонин; * 1739 in Moskau; † 1810 in Nikolajew) war ein russischer Chemiker, Botaniker und Hochschullehrer.

## Leben
Afonin stammte aus einer Adelsfamilie und erhielt seine anfängliche Schulbildung zu Hause. Er trat dann in die Adelsabteilung des Gymnasiums der Kaiserlichen Universität Moskau ein. Er lernte dort zusammen mit seinem Freund Grigori Potjomkin, dem er häufig mit Geld half. Auch schenkte Afonin ihm ein Buch von Buffon, das dieser sich nicht leisten konnte.
Im Juli 1758 wurde Afonin mit Alexander Karamyschew und zwei weiteren Schülern der Latein-Klasse des Gymnasiums der Universität Moskau mit der Goldmedaille ausgezeichnet und von der Universität Moskau zum Studium nach Königsberg geschickt, das während des Siebenjährigen Kriegs 1758–1763 mit dem Generalgouverneur Nikolaus Friedrich von Korff unter russischer Herrschaft stand. Sie studierten an der Albertus-Universität Königsberg im ersten Jahr Deutsch und Latein und nach Bestehen der Sprachprüfungen Philosophie, Mathematik, Logik und Experimentalphysik, aber auch Ontologie, Kosmologie und Psychologie, wobei sie von Friedrich Johann Buck betreut wurden. Im Übrigen wurden sie während dieser gesamten Zeit von Thimotheus Merzahn von Klingstädt betreut, der dem Kurator der Universität Moskau Iwan Schuwalow über das Verhalten und die Fortschritte der Studenten berichtete. Später traten Afonin und Karamyschew der von Klingstädt und anderen gegründeten Kaiserlichen Freien Ökonomischen Gesellschaft zu Sankt Petersburg bei.
1761 wurden Afonin und Karamyschew auf Anweisung Schuwalows ins verbündete Schweden zum Studium an der Universität Uppsala geschickt. Nach ihrer Ankunft in den Sommerferien wohnten sie zunächst in Stockholm beim russischen außerordentlichen Botschafter Graf Iwan Ostermann, um dann mit einem Empfehlungsbrief an Johan Ihre nach Uppsala weiterzureisen. Sie studierten zunächst Naturgeschichte bei Carl von Linné. Gleichzeitig beschäftigten sie sich mit Mineralogie bei dem Chemie-Adjunkten Anders Tidström. Dann studierten sie bei Johan Gottschalk Wallerius die Probierkunst und Metallurgie, verbunden mit praktischen Übungen. Außerdem lernten sie Schwedisch, hörten eine Vorlesung über die Anwendung von Mineralen in der Wirtschaft und nahmen an Wirtschaftsseminaren teil. Zu ihren Lehrern gehörte auch Torbern Olof Bergman. Während ihres gesamten Studiums wohnten sie bei Johan Ihre. Bei Linné fertigte Afonin seine Dissertation an. Das Thema war entsprechend den Interessen Linnés die Wichtigkeit der Kenntnisse der Naturgeschichte für das Leben in Russland. Am 17. Mai 1766 verteidigte Afonin zum Abschluss seines Studiums in der Medizinischen Fakultät der Universität Uppsala mit großem Erfolg seine Dissertation De usu Historiae Naturalis in vita communi.
Afonin kehrte nach Moskau zurück, legte die Prüfungen für Naturgeschichte, Landwirtschaft, Experimentalphysik, französische und deutsche Sprache ab und wurde 1769 zum außerordentlichen Professor des Lehrstuhls für Zoologie und Botanik der Universität Moskau ernannt mit einem Jahresgehalt von 400 Rubel, wie er es bereits während des Auslandsaufenthalts erhalten hatte. Ab Januar 1770 hielt er die Vorlesungen über Botanik und Zoologie. Als Johann Christian Kerstens 1770 an die Universität Kiel ging, übernahm Afonin auch die Mineralogie, worauf für Afonin der Lehrstuhl für Naturgeschichte eingerichtet wurde. Er stützte sich auf seine in Schweden erworbenen Kenntnisse und Erfahrungen, so dass seine Empfehlungen in den landwirtschaftlichen Vorlesungen nicht immer der russischen Realität entsprachen. Er las Naturgeschichte auf Latein und Landwirtschaft auf Russisch. Als Erster in Russland führte er eine Agronomie-Vorlesungsreihe ein. Er entwickelte Michail Lomonossows Ideen zur Schwarzerde fort und schlug die Gründung eines Bodenmuseums vor. 1774 wurde er zum ordentlichen Professor ernannt. 1776 wurde er Mitglied der Freimaurerloge Osiris.
1777 gab Afonin aus Gesundheitsgründen die stark belastende Tätigkeit in Moskau auf und ging nach St. Petersburg, um in der Kanzlei des staatlichen Bergbau-Kollegiums zu arbeiten. Sein Studienfreund Karamyschew lehrte in dieser Zeit an der 1774 eröffneten ersten russischen Bergbau-Schule Chemie und Metallurgie. Als Karamyschew 1779 als Direktor des Kontors der staatlichen Assignatenbank nach Irkutsk ging, wurden seine Nachfolger an der Bergbau-Schule Afonin, der Chemie und Probierkunst lehrte, und Fjodor Moissejenkow, der die Metallurgie und die Bergkunst übernahm.
Ab 1784 lebte Afonin auf der Krim, wo er dank der Fürsprache seines Jugendfreundes Potjomkin einen kleinen Grundbesitz erhalten hatte. 1784–1788 war er Ökonomie-Direktor des Jekaterinoslawer Statthalters und auf der Krim. Hier lernte er Peter Pallas kennen und wurde dessen Freund. Mit ihm führte Afonin agronomische Versuche durch, über die er in der Freien Ökonomischen Gesellschaft berichtete.
In den 1790er Jahren half Afonin dem Agronomen Michail Liwanow, der im Auftrag Potjomkins die natürlichen Ressourcen in der Region Nikolajew untersuchte. Nach Liwanows frühem Tod 1800 blieb Afonin in Nikolajew, wo er verarmte und 1810 starb.